# Рогачёвская провинция
Рогачёвская провинция — административно-территориальная единица в 1772—1775 годах в Могилёвской губернии. Центр — город Рогачёв.
Рогачёвская провинция образована в 1772 году на землях Рогачёвского староства, отошедших к Российской империи в результате Первого раздела Речи Посполитой. В состав провинции вошли Белицкий и Рогачёвский уезды. Провинция управлялась воеводой.
До 1-го раздела Речи Посполитой центр данной административной единицы находилась в составе Рогачёвского староства Речицого повета Минского воеводства Великого Княжества Литовского провинции Речи Посполитой.
В ноябре 1775 года деление губерний на провинции было отменено.